# بيقية رباعية الحبوب
الفصة رباعية الحبوب  نوع نباتي يتبع جنس البيقية من الفصيلة البقولية. اسمه العلمي (باللاتينية: Vicia tetrasperma).
تنتشر في المشرق العربي والمغرب العربي وجنوب أوروبا.

## الوصف النباتي
نبات عشبي ارتفاعه 20-60 سم. الورقة ريشية مركبة تنتهي بمحلاق. الأزهار بيضاء إلى بنفسجية (انظر الصورة). الثمرة قرن.

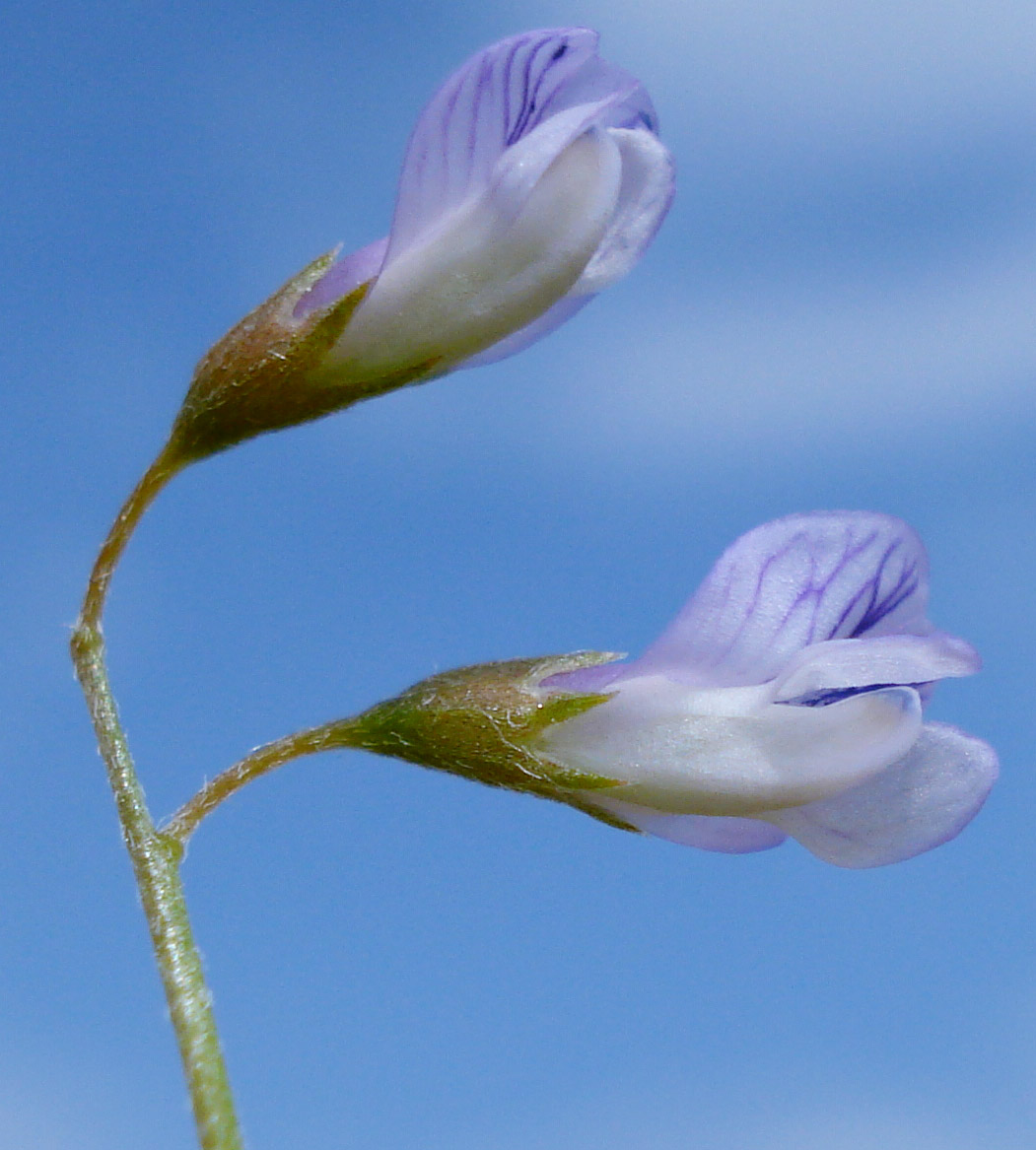
أزهار البيقية الحراجية